# Yvonne Jewkes
Yvonne Jewkes, född 31 juli 1966, är en brittisk sociolog och kriminolog med en professur i kriminologi vid University of Leicester sedan november 2007. Jewkes forskning orienterar sig inom främst två fält: Interaktionen mellan brott, media och kultur samt fängelser och fängelsesociologi, främst arkitektur, design och teknik, fängelsekultur, sociala nätverk, konstruktionen av maskulina identiteter och maktflöden i fängelser.
Jewkes har tillsammans med Chris Greer och Jeff Ferrell grundat tidskriften Crime, Media, Culture: An International Journal och sitter med i redaktionen för British Journal of Criminology. Via Sage Publications gav hon 2004 ut den bästsäljande boken Media and Crime som översätts till bland annat polska och kinesiska.

## Forskning
Jewkes har forskat på nyhetsmediers diskurs som arenor för social inkludering respektive exkludering, och vikten av visuell förmedling i skapandet av kulturell mening. Tidigare forskning har genomförts inom ramarna för kulturkriminologi, IT-brottslighet och IT-avvikelser och de problem som uppstår i och med ett polisärt övervakande av Internet.